# Acial

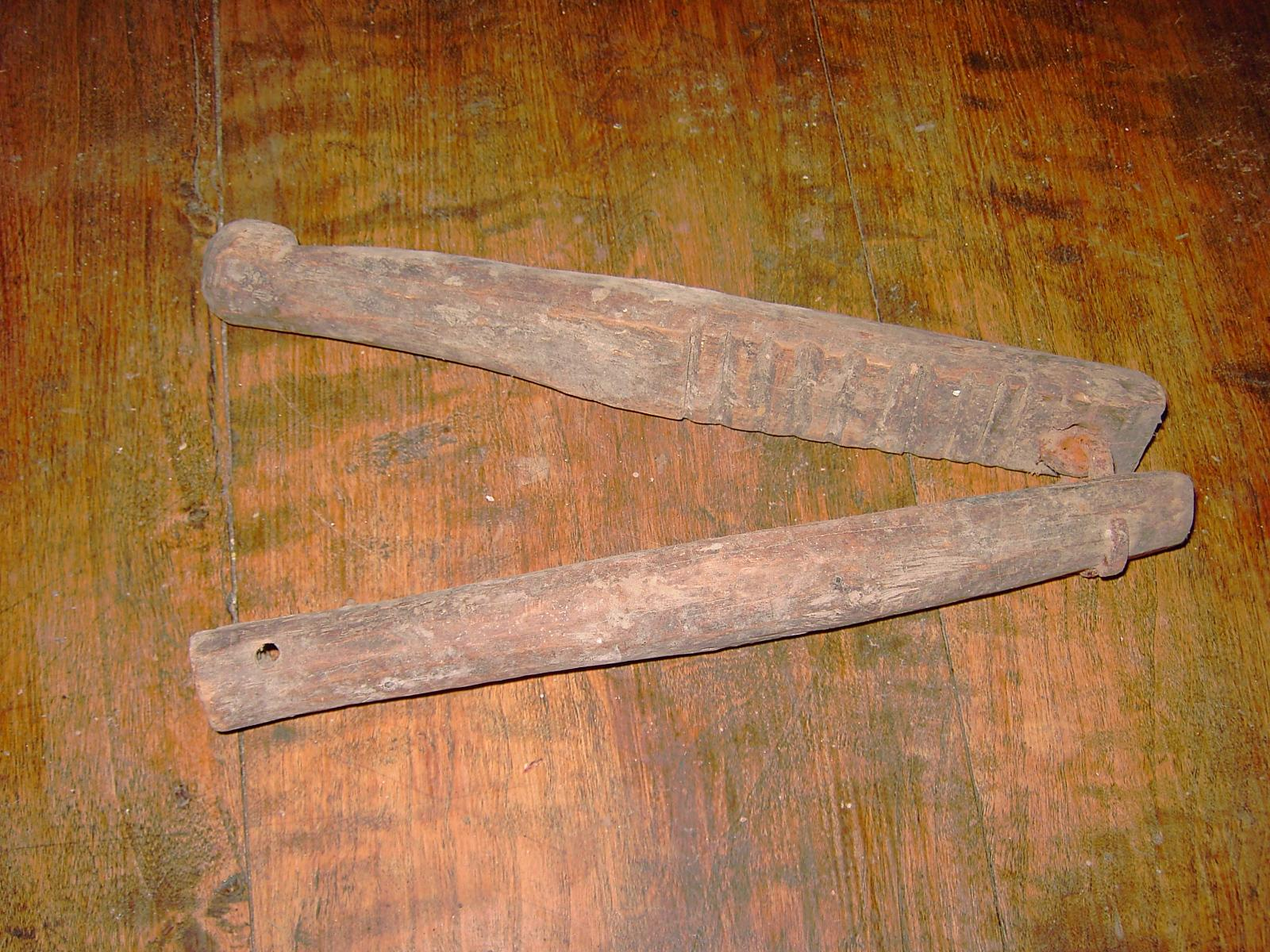
Un acial.

El acial es un instrumento de un palmo de largo formado por dos palos fuertes dentados o por dos barretas de hierro, unidas en uno de los extremos por un gozne y en el otro por una cuerda que se aprieta a voluntad, después de haber cogido entre dos palos el belfo (labio del animal) superior de una bestia, a fin de sujetarla para que se deje herrar, esquilar o hacer otra cosa a la que la bestia se resista. Imagen (enlace roto disponible en Internet Archive; véase el historial, la primera versión y la última).

## Acial de compás
Se llama acial de compás a otro instrumento de hierro de dos piezas de 12 a 30 pulgadas de largo, reunidas en un extremo por una charnela para que puedan moverse: uno de los extremos libres lleva un eslabón ovalado. y el otro, que termina en plano, tiene una especie de escalerilla graduada. Se compone también de dos palos redondos unidos mediante un anillo de hierro en uno de sus extremos, cortado en bisel; los extremos opuestos son redondos y se aproximan por medio de una cuerda fija en uno de ellos. Sirve para los mismos usos que el anterior.